# Rotacismo
Este artículo es sobre las dificultades con pronunciar la R. Para el cambio fonético presente en la historia de diversas lenguas por el que otro sonido consonántico muta a /r/, véase el artículo Rotacismo (lingüística).
El rotacismo es la dislalia selectiva del fonema /ɾ/ o /r/ en castellano, por ejemplo, en caro /kaɾo/ el primero, y carro /karo/ el segundo, vibrantes simple y múltiple respectivamente.
Es algo frecuente en niños menores de 5 años que están aprendiendo a hablar. En la mayoría de los casos la práctica cotidiana puede ayudar a superar el trastorno, mientras que otras veces el defecto no desaparece y puede llegar a ser permanente por lo cual es importante la consulta al especialista del lenguaje. La intervención del fonoaudiólogo en la valoración del niño debe ser pronta a fin de realizar un tratamiento oportuno.

## Afrontar el rotacismo
En caso de que el rotacismo ocurra pasada la edad de 5 años, se recomienda consultar a un logopeda para que lo examine y ayude al paciente a superar dicho trastorno. Los tratamientos pueden durar desde semanas a meses dependiendo de muchos factores, como son la disposición del paciente, el comportamiento de sus familiares o la experiencia del logopeda.
Hay que fijarse, ante todo, si el sujeto posee un frenillo sublingual u algún otro defecto físico que pueda impedirle la emisión de ciertos fonemas, de ser así habrá que concentrarse en ese ámbito antes de comenzar con la terapia.
Una vez comprobada la predisposición física, el logopeda empieza por determinar a qué clase de rotacismo se enfrenta y aplicarle así el tratamiento respectivo.

## De no ser atendido
Con el pasar del tiempo el defecto se enraizará y será mucho más difícil combatirlo, trayendo consecuencias como:
- Baja autoestima.
- Reclusión social.
- Puede acarrear otros defectos del habla, como la tartamudez.
- Predisposición a evitar las palabras que contienen los fonemas /r/ o /ɾ/, haciendo aún más dificultosa la comunicación oral.

## Tratamiento en casa
Un gran porcentaje de personas que han sufrido rotacismo a partir de los 12 años buscan la manera de solucionarlo por su cuenta. El esfuerzo no es recomendable, pues de no lograrse el cometido se corre el riesgo de acarrear una profunda depresión,[cita requerida] pero muchas veces funciona.[cita requerida]
Algunos consejos que se[¿quién?] dan son:[cita requerida]
- Relajar el cuerpo y la lengua mediante ejercicios de respiración profunda.
- Ejercicios de soplido, aprendiendo a controlar el aire que sale de los pulmones.
- Sacar la lengua y llevar su punta de derecha a izquierda, de arriba abajo repetidas veces.
- Chasquear la lengua con el paladar superior.
- Tocar el paladar superior, justo detrás de las encías, con la punta de la lengua varias veces y a diferentes velocidades.
- Barrer con la lengua todos los dientes de izquierda a derecha y viceversa.
- Succionar los labios imitando la boca de pez.
- Ejercer presión con la lengua en las mejillas, imitando un flemón.
- Doblar la lengua hacia arriba y mordela ligeramente sin ejercer presión.
- Realizar repeticiones de logotomas.

También se puede contar con la ayuda de un profesional que sea especialista en los trastornos del lenguaje, es decir en un logopeda.
La logopedia realiza intervenciones que ayudan a mejorar la pronunciación de los distintos fonemas, tanto a adultos como a niños.